# Kolubara (rzeka)
Kolubara (serb. Колубара) – rzeka w zachodniej Serbii, prawy dopływ Sawy, o długości ok. 123 km. Tworzą ją rzeki Obnica i Jablanica, łączące się na ok. 1 km przed miastem Valjevo. Główne dopływy to Gradac i Ljig (prawe) oraz Tamnava (lewy). Wpada do Sawy w okolicy miasta Obrenovac. Powierzchnia dorzecza wynosi ok. 3600 km².